# Pusté Sady
Pusté Sady (in ungherese Pusztakürt) è un comune della Slovacchia facente parte del distretto di Galanta, nella regione di Trnava.